# 西インド連邦の旗
西インド連邦の旗（にしインドれんぽうのはた）はエドナ・マンリーによってデザインされ、1958年から1962年まで使用された。カリブ海と波間に輝く太陽を表した青地に、等間隔で4本の細い白のストライプと、中央のオレンジ色の円盤が描かれているのが特徴である。
比率は1：2。

## 掲揚方法
掲揚日は、通常のイギリス国旗掲揚日である記念日と、連邦発足日の1月3日、連邦記念日の2月23日、連邦議会発足日の4月22日であった。旗竿が2本ある建物では、記念日と連邦記念日にはユニオンジャックと連邦旗を掲揚し、建物に向かって左側の旗竿にユニオンジャックを掲揚していた。旗竿が1本しかない建物では、記念日にはユニオンジャックを、連邦政府日には連邦旗を掲揚することになっていた。